# Gestió de certificats mitjançant CMS
El Certificate Management over CMS (CMC) és un estàndard d'Internet publicat per l'IETF, que defineix els mecanismes de transport per a la sintaxi de missatges criptogràfics (CMS). Es defineix a RFC 5272, els seus mecanismes de transport a RFC 5273.
| família: | desconegut            |                 |                 |                 |                 |
| camp d'aplicació : | gestió de certificats |                 |                 |                 |                 |
| versió més recent: | RFC 5272              |                 |                 |                 |                 |
| \| aplicació \| CMC \| CMC \| CMC \| CMC \| CMC \| \| aplicació \| CMC \| HTTP \| HTTPS \| SMTP \| ... \| \| transport \| TCP \| TCP \| TCP \| TCP \| TCP \| \| Internet \| IP (IPv4, IPv6) \| IP (IPv4, IPv6) \| IP (IPv4, IPv6) \| IP (IPv4, IPv6) \| IP (IPv4, IPv6) \| \| enllaç \| Ethernet \| Token Autobús \| Token Anella \| FDDI \| ... \| |                       |                 |                 |                 |                 |
| estàndard proposat: | RFC 5272              |                 |                 |                 |                 |
| aplicació | CMC                   | CMC             | CMC             | CMC             | CMC             |
| aplicació | CMC                   | HTTP            | HTTPS           | SMTP            | ...             |
| transport | TCP                   | TCP             | TCP             | TCP             | TCP             |
| Internet | IP (IPv4, IPv6)       | IP (IPv4, IPv6) | IP (IPv4, IPv6) | IP (IPv4, IPv6) | IP (IPv4, IPv6) |
| enllaç | Ethernet              | Token Autobús   | Token Anella    | FDDI            | ...             |

De la mateixa manera que el Protocol de gestió de certificats (CMP), es pot utilitzar per obtenir certificats digitals X.509 en una infraestructura de clau pública (PKI).
CMS és un dels dos protocols que utilitzen el format de missatge de sol·licitud de certificat (CRMF), descrit a , amb l'altre protocol CMP.
El protocol Enrollment over Secure Transport (EST), descrit a , es pot veure com un perfil de CMC per utilitzar-lo en el subministrament de certificats a les entitats finals. Com a tal, EST pot tenir un paper similar a SCEP.